# IPhone 6
iPhone 6 a iPhone 6 Plus jsou smartphony od firmy Apple, které byly představeny jako nástupce modelu 5S, resp. 5C dne 9. září 2014. Jedná se o první generaci iPhone, která je podstatně větší, než její předchůdci. iPhone 6 disponuje úhlopříčkou 4,7", iPhone 6 Plus pak
úhlopříčkou o velikosti 5,5". Stejně jako u modelu 5S zůstalo u obou nástupnických modelů zachováno spektrum dostupných barevných provedení (šedá, stříbrná, zlatá a rosegold v překladu do češtiny růžově zlatá).

## Hardware
Hlavní parametry:
- iPhone 6 disponuje volitelnými variantami úložiště, tj.  16, 32, 64 nebo 128 GB
- displej iPhone 6: Retina HD s úhlopříčkou 4.7 palců; diagonální LED širokoúhlý multidotykový displej s IPS technologií; rozlišení 1334 × 750[1]; jemnost 326 PPI; kontrast 1400:1 (typický)
- displej iPhone 6 Plus: Retina HD; disponuje úhlopříčkou 5.5 palců; diagonální LED širokoúhlý multidotykový displej s IPS technologií; rozlišení je 1920x1080 (full HD); jemnost 401 PPI; kontrast 1300:1 (typický)
- procesor Apple A8 s 64-bit architekturou a M8 pohybový koprocesor
- zadní fotoaparát iSight – 8 megapixelů iSight s 1.5µ automatickým zaostřením; ƒ/2.2 clona, optická stabilizace obrazu; True Tone blesk; hybridní IR filtr, automatické HDR, panoramatická fotografie až 43 Mpx.
- video zvládá nahrávat v 1080p HD při 30fps/60fps, slow motion záběry 120fps/240fps, x3 digitální zoom
- iPhone 6/6Plus disponuje zabezpečím telefonu otiskem prstu pomocí čtečky uložené v tlačítku Home Button – využití k odemčení telefonu, potvrzení platby aj.
- připojení – UMTS/HSPA+/DC-HSDPA (850, 900, 1700/2100, 1900, 2100 MHz) / GSM/EDGE (850, 900, 1800, 1900 MHz) / LTE (Bands 1, 2, 3, 4, 5, 7, 8, 13, 17, 18, 19, 20, 25, 26, 28, 29)
- WiFi – 802.11a/b/g/n/ac, Bluetooth 4.2, NFC
- audio Formát: AAC, HE-AAC, MP3, MP3 VBR, AAX+, AIFF, WAW

## Software
Smartphony iPhone 6 a iPhone 6 Plus byly dodávány s předinstalovaným operačním systémem iOS 8.0, poslední možná verze je iOS 12.5.7.